# Molly (1999)
Molly ist eine US-amerikanische Filmkomödie von John Duigan aus dem Jahr 1999.

## Handlung
Die 28-jährige Molly McKay ist autistisch. Sie wird seit dem Tod ihrer Eltern vor 15 Jahren in einem Krankenhaus untergebracht, das jedoch geschlossen wird. Molly wird in die Obhut ihres Bruders Buck übergeben, der sie bisher nur gelegentlich sah. Buck verliert seinen Job, seine Beziehung wird ebenfalls beendet.
Buck stimmt einer experimentellen Therapie zu, die die geistigen Fähigkeiten von Molly steigert. Dabei werden genetisch veränderte Gehirnzellen in Mollys Gehirn implantiert. Zunächst scheint die Behandlung erfolgversprechend, denn Molly beginnt fließend zu sprechen und normal mit anderen zu interagieren, sodass Buck sie sogar zu verschiedenen Events mitnimmt.
Die Wirkung der Therapie lässt später nach und Mollys Zustand entwickelt sich immer weiter zu dem alten Zustand zurück. Am Ende des Films beginnt Buck den Autismus von Molly zu akzeptieren und schwört, sich um Molly zu kümmern.

## Kritiken
Lael Loewenstein schrieb in der Zeitschrift Variety, der Film sei „schamlos sentimental“.
Lou Lumenick bezeichnete den Film in der New York Post als „oberflächlich“ und „plump manipulativ“.
Kevin Thomas schrieb in der Los Angeles Times vom 22. Oktober 1999, der Film wirke wie ein Fernsehfilm. Der Drehbuchautor zeige jedoch „geschickt“ („deftly“) die Erweiterung des Bewusstseins von Molly. Die Darstellungen von Elisabeth Shue, Aaron Eckhart, Thomas Jane und Jill Hennessy würden einen „soliden Eindruck“ machen.
Das Lexikon des internationalen Films findet den Film „[ü]berzeugend gespielt und inszeniert“ und meint, dass er „der außergewöhnlichen Geschichte mit der notwendigen Ernsthaftigkeit begegnet.“

## Hintergrund
Die Dreharbeiten fanden in Los Angeles statt. Die Produktionskosten betrugen schätzungsweise 21 Millionen US-Dollar. Der Film wurde in wenigen Kinos der USA gezeigt, in denen er etwas über 15 Tsd. US-Dollar einspielte. Die Veröffentlichung in Deutschland erfolgte auf DVD.